# Viện Đại học Boston
Viện Đại Học Boston (tiếng Anh: Boston University hay BU) là một viện đại học nghiên cứu tư thục tại Boston, bang Massachusetts, Hoa Kỳ. Viện đại học này là phi giáo phái, nhưng từ lâu đã liên kết với Giáo hội Giám Lý Thống nhất.
Trường có hơn 3.900 giảng viên và gần 33.000 sinh viên, và là một trong những nhà tuyển dụng lớn nhất của Boston. BU trao bằng cử nhân, thạc sĩ, tiến sĩ, bác sĩ, nha sĩ, kinh tế và luật thông qua 18 trường đại học thành viên. Khuôn viên chính toạ lạc dọc theo bờ con sông Charles trong khu phố Fenway-Kenmore và Allston của Boston, trong khi Trường Y Khoa nằm trong khu phố South End của Boston.
Viện Đại học Boston được hạng xếp thứ 42 trong bảng xếp hạng các trường đại học tại Mỹ, theo báo cáo của US News & World Report vào năm 2021. Theo QS, BU cũng là trường đại học tốt thứ 112 thế giới vào năm 2021. BU được xếp vào nhóm R1 Doctoral University (hoạt động nghiên cứu rất cao) trong Bảng phân loại các tổ chức giáo dục đại học Carnegie. BU cũng là thành viên của Hiệp hội Giáo dục Đại học Boston và Hiệp hội Viện Đại học Bắc Mỹ.
Trong số các cựu sinh viên, giảng viên và cựu giảng viên của trường, có tám người đoạt giải Nobel, 23 người đoạt giải Pulitzer, 10 học giả Rhodes, 6 học giả Marshall, 48 học giả Sloan, 9 người đoạt giải Oscar và một số người đoạt giải Emmy và Tony. Ngoài ra, cũng có các học giả MacArthur, Fulbright, Truman và Guggenheim cũng như các thành viên của Viện Hàn lâm Khoa học và Nghệ thuật Hoa Kỳ và các thành viên của Viện Hàn lâm Khoa học Quốc gia. Năm 1876, giáo sư BU Alexander Graham Bell đã phát minh ra điện thoại trong phòng thí nghiệm của trường.
Đội thể thao Boston University Terriers thi đấu liên trường trong bảng Hạng nhất NCAA. BU nổi tiếng với môn khúc côn cầu nam, đã 5 lần giành chức vô địch quốc gia, lần gần nhất vào năm 2009.